# EAGLE
EAGLE (siglas de Easily Applicable Graphical Layout Editor) es un programa de diseño de diagramas y PCBs con autoenrutador famoso alrededor del mundo, debido a la gran cantidad de bibliotecas de componentes alrededor de la red.
Autodesk Inc. adquirió CadSoft Computer GmbH en 2016.

## Diagramas Electrónicos
EAGLE contiene un editor de diagramas electrónicos. Los componentes pueden ser colocados en el diagrama con un solo click y fácilmente enrutables con otros componentes a base de "cables" o etiquetas.

## Diseño de Printed Circuit Boards
EAGLE contiene un editor de PCBs con un autoenrutador bastante eficiente. El editor es capaz de producir archivos GERBER y demás, que son utilizados en el momento de la producción.

## Bibliotecas de componentes
Eagle trae incluidas bibliotecas de componentes, sencillas de hacer y disponibles por parte de empresas, tales como SparkFun, o aficionados que las distribuyen alrededor de la red de forma gratuita.

## User Language Programmes
Los ULPs son un tipo de scripts escritos en un lenguaje de programación parecido a C que son capaces de añadir funciones personalizadas a EAGLE, tales como abrir y guardar archivos desconocidos para el programa.

## Tutoriales
En la red se pueden encontrar foros de ayuda y tutoriales aptos para empezar a usar EAGLE. El aprendizaje se facilita gracias a la intuitiva interfaz gráfica.

## Versiones disponibles
Comparación de las características de las varias versiones disponibles.
Los costos se refieren a la licencia de un usuario con: "Editor de esquemáticos + Editor de Diseño + Auto ruteador".
| Version      | Schematic sheets | Layers | PCB size   | Use                                                     | Note                                         | Cost           |
| ------------ | ---------------- | ------ | ---------- | ------------------------------------------------------- | -------------------------------------------- | -------------- |
| Professional | 999              | 16     | 4x4 m      | Any                                                     |                                              | $ 1640, € 1385 |
| Standard     | 99               | 6      | 160x100 mm | Any                                                     |                                              | $ 820, € 690   |
| Hobbyist     | 99               | 6      | 160x100 mm | For individual, non commercial use only                 |                                              | $ 169, € 140   |
| Light        | 1                | 2      | 100x80 mm  | Any                                                     |                                              | $ 69, € 62     |
| Educational  | 99               | 6      | 160x100 mm | Non-Commercial / EDU (Requires .edu correo electrónico) | Support only via correo electrónico or forum | $ 0, € 0       |